# Hieronymus Vinders
Jheronimus Vinders of Hieronymus Vinders ook wel Vender, Venders. (werkzaam 1525 - 1526) was een polyfonist van de Franco-Vlaamse School, afkomstig uit de Habsburgse Nederlanden.
Van 1525 tot 1526 was hij zangmeester aan de Sint-Janskerk in Gent. Hij componeerde vooral geestelijke werken.
De Missa ’Stabat Mater'  ontleent haar naam aan het motet van Josquin Desprez.
De dood van deze componist herdacht Vinders, zoals ook Nicolas Gombert en Benedictus Appenzeller (op de tekst Musae Jovis), in een treurzang op de tekst O mors inevitabilis.
Overigens werd de Missa 'Fors seulement'  lang aan Gombert toegeschreven. Vinders wordt echter als componist vermeld in een van de koorboeken van de Illustere Lieve Vrouwe Broederschap in ’s-Hertogenbosch. Die bron is vermoedelijk betrouwbaarder dan die waarin de compositie aan Gombert wordt toegeschreven. Stilistische vergelijking schijnt de toeschrijving aan Vinders veeleer te bevestigen. De verwarring bewijst op zich de kwaliteit van Vinders oeuvre.
Ook drie Nederlandse liederen van Jheronimus Vinders bleven bewaard (spelling ontleend aan Bonda):
1. Mijns liefskins bruijn oghen (zesstemmige zetting van het rond het midden van de 16e eeuw in de Nederlanden zeer populaire lied, gepubliceerd in Selectissime necnon familiarissimae cantiones, Augsburg, M. Kriesstein, 1540)
2. Och rat van aventueren
3. O wrede fortune ghij doet mij treuren nu (beide vierstemmig, gepubliceerd in Het ierste musijck boexken mit vier partijen, Antwerpen, Susato, 1551)

- Bibliothèque nationale de France: cb13971741b (data)
- Gemeinsame Normdatei: 134547381
- International Standard Name Identifier: 0000 0001 1679 1028
- Library of Congress Control Number: no93030093
- MusicBrainz: a6755dd2-f0cf-492a-851a-ce36941a78ae
- Nationale Bibliotheek van Israël: 987007413830905171
- Nederlandse Thesaurus van Auteursnamen: 067844111
- Système universitaire de documentation: 113652119
- Virtual International Authority File: 79667193
- WorldCat: E39PBJgxtP8RxXWf8kJcXqp773